# Мари, Доменико Мария де
Доменико Мария де Мари (итал. Domenico Maria De Mari; Генуя, 1653 — Генуя, 1726) — дож Генуэзской республики.

## Биография
Родился в Генуе в 1653 году, сын дожа Стефано де Мари (1663-1665) и Ливии Марии Леркари. Был крещен 28 апреля 1653 года в базилике Сан-Сиро. Его сводный брат Джироламо де Мари был дожем в 1699-1701 годах.
Получил хорошее образование, после чего занялся развитием банковского бизнеса своей семьи, проживал в течение нескольких периодов в Испании, где, наряду с югом Италии, семья Де Мари сосредоточила свои экономические интересы. Также был задействован на государственных должностях, как правило, в сферах экономики, иностранной валюты и финансов между 1680 и 1700 годами. В 1698 году был избран в первый раз сенатором Республики, а в 1704 году - в члены Верховного синдикатория.

### Правление и последние годы
9 сентября 1707 года был избран членами Большого совета новым дожем Генуи, с 374 голосами из 596, 139-м в истории республики. 12 ноября был торжественно коронован в соборе Святого Лаврентия в присутствии епископа Савоны Винченцо Мария Дураццо. Одновременно был провозглашен королем Корсики.
Начало его мандата было отмечено продолжением войны за испанское наследство, которая, несмотря на формальный нейтралитет Генуи, грозила нарушить генуэзские границы. Тем не менее, благодаря дипломатическим способностям своего брата Франческо Де Мари, дож смог избежать прохождения войск Евгения Савойского через Лигурию в обмен на 40000 золотых монет.
9 сентября 1709 года завершил свой мандат, после чего служил в магистрате войны и на других должностях. По данным хроник, вплоть с 1716 года проживал в Испании, где работал над разрешением дипломатических споров между испанской короной, Генуей и маркизом Спинола.
Умер в Генуе в 1726 году и был похоронен в церкви Санта-Мария-делла-Санита.

### Личная жизнь
От брака с Изабеллой Спинола имел сыновей Стефано Марию (1679) и Франческо Агостино (1688).